# Рачний Врх
Рачний Врх (словен. Račni Vrh) — поселення в общині Домжале, Осреднєсловенський регіон, Словенія. 
Висота над рівнем моря: 370,2 м.